# Antoinette de Guercheville
Antoinette de Pons-Ribérac, condesa de La Roche-Guyon y marquesa de Guercheville (1560-16 de enero de 1632), conocida como Madame de Guercheville, fue una cortesana francesa. Sirvió como primera dama de honor de la reina María de Médici desde 1600 hasta 1632.

## Biografía
Antoinette fue hija de Antoine de Pons-Ribérac, conde de Marennes, y de Marie de Montchenu, dama de Guercheville. Contrajo matrimonio en primeras nupcias con Henri de Silly, conde de La Roche-Guyon (muerto en 1586) con quien tuvo un hijo, François de Silly primer duque de La Roche-Guyon, y en segundas nupcias en 1594 con Charles du Plessis-Liancourt, conde de Beaumont y gobernador de París, con quien tuvo una hija, Gabrielle, y un hijo, Roger du Plessis-Liancourt, segundo duque de La Roche-Guyon.
Descrita como una mujer bella, virtuosa y religiosa, fue presentada a Enrique IV de Francia tras la batalla de Ivry en 1590. Si bien se conoce que el rey la cortejó, es probable que no tuviese éxito y que Antoinette nunca llegase a ser su amante. En 1600 fue asignada como primera dama de honor de la nueva reina de Francia María de Médici, teniendo como responsabilidad la supervisión de las cortesanas y los gastos del palacio de la reina.
Antoinette sirvió como protectora de Bernard Palissy. Conocida por su interés en la colonización francesa de América del Norte, apoyó la colonia francesa de Mount Desert Island y a René Le Coq de La Saussaye, así como el proyecto colonial de Jean de Biencourt de Poutrincourt et de Saint-Just en Acadia, haciendo uso de su influencia y de su puesto en la corte con el fin de reunir apoyos y recolectar donativos.